# Robert Dudley
Robert Dudley, primer conde de Leicester (24 de junio de 1532-4 de septiembre de 1588) fue un noble inglés y favorito de la reina Isabel I de Inglaterra desde su ascenso hasta su muerte. Su vida privada interfirió con su carrera en la corte y viceversa. Cuando su primera esposa Amy Robsart, murió al rodar por las escaleras en 1560 quedó libre para casarse con la reina, sin embargo el escándalo resultante redujo mucho sus posibilidades a este respecto. Los rumores de que había arreglado la muerte de su esposa fueron muy populares y continuaron toda su vida, a pesar de que el jurado determinó
que fue un accidente. Por dieciocho años no se volvió a casar por el bien de la reina Isabel y cuando finalmente lo hizo, su nueva esposa; Lettice Knollys, fue desterrada permanentemente de la corte. Estas especulaciones de su vida sentaron las bases de una tradición literaria e historiográfica que a menudo representaba al conde como el "maestro cortesano" maquiavélico y como una figura deplorable en torno a la reina Isabel I de Inglaterra.

## Biografía

Robert Dudley

Fue uno de los hijos menores de John Dudley, quien fue condenado a muerte por intentar poner en el trono a su nuera Jane Grey. 
El 6 de julio de 1553, Eduardo VI murió y su padre intentó colocar en el trono a Grey. Lord Robert dirigió a 300 hombres contra María Tudor y proclamó a su cuñada en King's Lynn. Sin embargo, los habitantes de la ciudad lo apresaron y lo enviaron al Castillo de Franlinhgam. Robert fue llevado junto a su padre y cuatro de sus hermanos a la Torre de Londres, donde coincidió con la princesa Isabel (acusada de participar en la Rebelión de Wyatt). Su padre, su hermano y Grey fueron ejecutados.
En 1558 tras pelear con sus hermanos en la batalla de San Quintín por el esposo de María I Tudor, Felipe, fue indultado por el Parlamento.
María I Tudor le asignó el cargo de Maestro de Ordenanza o jefe del estado mayor. 
Tras la muerte de la reina María en noviembre, llegó a ser el favorito y posiblemente el amante de la reina Isabel I, quien quería casarle por muchos años. La reina, entre otras muestras de afecto, le otorgó el título de Conde de Leicester en 1564. Pese a algunas divergencias entre él y la reina, esta en diciembre de 1585 lo nombró comandante de una expedición a los Países Bajos, con el fin de apoyarlos en su rebelión contra España. Esta campaña fue desastrosa para Dudley, ya que fue vencido y echado al mar en diciembre de 1587 por el gobernador de los Países Bajos Españoles, Alejandro Farnesio.
Reconciliado con la reina, esta lo nombró lugarteniente general de las fuerzas enviadas para resistir a la Armada española. Murió poco después, el 4 de septiembre de 1588.

## Matrimonio
Se casó en primeras nupcias con Amy Robsart.
Se casó en segundas nupcias con Lettice Knollys, el 21 de septiembre de 1578 a las siete de la mañana. Sólo seis personas estuvieron presentes en la de Casa de Campo en Wanstead, Essex, entre estos estaban el padre de la novia y su hermano, Francis y Knollys Richard, el hermano del novio, Ambrosio, conde de Warwick, y sus dos amigos, el conde de Pembroke y lord North. El capellán que oficiaba, Humphrey Tyndall, comentó más adelante que la novia llevaba un "vestido suelto" (un vestido informal por la mañana), lo que ha provocado la especulación moderna que estaba embarazada y que la ceremonia ocurrió bajo la presión de su padre. El matrimonio fue, sin embargo, una planificación entre Leicester y sus invitados. Mientras Lettice Devereux bien podría haber estado embarazada, no hay ningún indicio en cuanto a esto. La fecha del matrimonio coincidió con el final de la habitual de dos años de luto por una viuda. Fruto de este matrimonio nació:
- Lord Denbigh (falleció de niño).

## Cine
| Año  | Película                | Director                   | Actor          |
| ---- | ----------------------- | -------------------------- | -------------- |
| 1998 | Elizabeth (1998)        | Shekar Kapur               | Joseph Fiennes |
| 2005 | Elizabeth I (2005) (TV) | Tom Hooper                 | Jeremy Irons   |
| 2005 | The Virgin Queen (TV)   | Coky GiedroycCoky Giedroyc | Tom Hardy      |
| 2005 | Mary, Queen of Scots    | Josie Rourke               | Joe Alwyn      |
| 2022 | Becoming Elizabeth (TV) | Justin Chadwick            | Jamie Blackley |